# 1960 au Nouveau-Brunswick
Chronologie du Nouveau-Brunswick
- 1956
- 1957
- 1958
- 1959
- 1960
- 1961
- 1962
- 1963
- 1964

Cette page concerne des événements d'actualité qui se sont produits durant l'année 1960 dans la province canadienne du Nouveau-Brunswick.

## Événements
- 27 juin : 44e élection générale néo-brunswickoise.
- 12 juillet : Louis Robichaud devient premier ministre de la province.
- 12 septembre : Alfred Johnson Brooks est nommé au Sénat du Canada.
- 31 octobre : l'ancien premier ministre Hugh John Flemming du Parti progressiste-conservateur à remporte l'élection partielle fédérale de Royal à la suite de la nomination d'Alfred Johnson Brooks au Sénat.
- 5 novembre : Cyril Sherwood devient chef intérimaire du parti progressiste-conservateur.

## Naissances
- Myriam Cyr, actrice et auteure.
- 10 avril : Angela Vautour, député.
- 28 juin : Roland Melanson, joueur de hockey.
- 20 novembre : Michael Allen, politicien.

## Décès
- 15 février : James Alexander Murray, premier ministre du Nouveau-Brunswick.
- 9 juin : Stanley Edward Elkin, député.
- 7 septembre : David Laurence MacLaren, lieutenant-gouverneur du Nouveau-Brunswick.